# Marchantia ludwigii
Marchantia ludwigii là một loài Rêu trong họ Marchantiaceae. Loài này được Schwägr. mô tả khoa học đầu tiên năm 1814.